# Església de Sant Miquel de la Pobla de Sant Miquel
L'Església de Sant Miquel del municipi valencià de la Pobla de Sant Miquel (Racó d'Ademús) és un temple catòlic del segle xvii amb estil barroc.

## Història
Si bé la població de la Pobla de Sant Miquel ja apareix documentada primerencament en el segle xiii, no serà fins a 1318 quan es constituïsca la parròquia de sant Miguel, any que el bisbe de Sogorb-Albarrasí Antonio Muñoz va assignar un rector propi a la seva església. Aquell temple original no és el qual avui podem contemplar, ja que posteriorment va ser substituït per l'actual, que data del segle xvii.

## Descripció
L'església de Sant Miguel Arcàngel respon al model de temple trentí d'arquitectura barroca, habitual en les parròquies de la comarca: de planta rectangular, una ampla nau central i set capelles laterals poc profundes. El cor se situa en el tram dels peus, en alt, i la sagristia al costat del presbiteri, al costat de l'Epístola. Un dels espais més atractius és la capella de Comunió, de planta de creu llatina, coronat per una bella cúpula sobre petxines i la construcció de les quals data del segle xviii. Tot el complex parroquial queda completat amb la torre campanar, situada als peus, que conserva encara diverses campanes antigues com la Mitjana (segle xvi) i el Tiplet (segle xviii).

## Patrimoni
La parròquia de Pobla conserva encara un bon catàleg de patrimoni moble. Cal destacar el seu retaule de la Mare de Déu del Rosari del segle xvi (recentment restaurat) en les taules del qual principals es representen a sant Miquel i sant Joan Bautista. Tant l'altar major com algunes capelles conserven part dels retaules tallats en època barroca: d'assenyalar és la capella del Crist, presidida per una talla del Crucificat que data del segle xvii, així com la capella dels Serra, família de comitents locals que va manar pintar el gran llenç del Judici Final del segle xviii.